# La Chapelle-Neuve (Morbihan)
La Chapelle-Neuve település Franciaországban, Morbihan megyében. Lakosainak száma 1002 fő (2022. január 1.). La Chapelle-Neuve Plumelin, Moustoir-Ac, Brandivy, Pluvigner, Camors, Baud és Guénin községekkel határos.

## Népesség
A település népességének változása:
| Lakosok száma | 920  | 739  | 732  | 766  | 882  | 965  | 980  | 979  | 984  | 1002 |
|               | 1968 | 1982 | 1990 | 2006 | 2013 | 2015 | 2017 | 2019 | 2020 | 2022 |